# Barrio Lihue
Barrio Lihue es un barrio popular, situado en el Distrito Belgrano del Departamento de Guaymallén, en la Provincia de Mendoza, en la República Argentina. Está comprendido por las calles Av. Pedro Molina, Capillas de Nieve, Av. Colón y Servet.

## Historia
Barrio Lihue se fundó en 1985, cuando el terremoto azota a la provincia. se crea así un asentamiento precario mientras reconstruían las casas; pero con la hiperinflación de 1989 se detuvo el proyecto y el barrio siguió poblándose hasta llegar a 1.100 familias.

### Sismicidad
La sismicidad del área de Cuyo (centro oeste de Argentina) es frecuente y de intensidad muy alta, con un silencio sísmico de terremotos medios a graves cada 20 años.
- Sismo de 1861: aunque dicha actividad geológica catastrófica ocurre desde épocas prehistóricas, el terremoto del 20 de marzo de 1861 (164 años), con 12 000 muertes,[2] señaló un hito importante dentro de la historia de eventos sísmicos argentinos ya que fue el más fuerte registrado y documentado en el país. A partir del mismo los sucesivos gobiernos mendocinos y municipales han ido extremando cuidados y restringiendo los códigos de construcción.[1] Con el terremoto de San Juan del 15 de enero de 1944 (81 años) los gobiernos tomaron estado de la enorme gravedad crónica de sismos de la región.
- Sismo de 1920: de 6,8 de intensidad, destruyó parte de sus edificaciones y abrió numerosas grietas en la zona. Hubo 250 muertes por destrucción de casas de adobe[2][1]
- Sismo del sur de Mendoza de 1929: muy grave, y al no haber desarrollado ninguna medida preventiva, a pesar de haber transcurrido solo nueve años del anterior, mató a 30 habitantes por la caída de casas de adobe[1]
- Sismo de 1985: fue otro episodio grave,[3] de 9 s de duración, derrumbando el viejo Hospital del Carmen de Godoy Cruz.

## Colectivos
- 523: pasa por Av. Pedro Molina

- 544: pasa por Av. Pedro Molina

- 522; pasa por Av. Pedro Molina

## Lugares importantes
- Av. Pedro Molina: zona comercial